# エスタディオ・ディフェンソーレス・デル・チャコ
エスタディオ・デフェンソーレス・デル・チャコ（Estadio Defensores del Chaco, 建設当初の名称をEstadio de Puerto Sajonia）は、パラグアイ、アスンシオンにある多目的スタジアム。パラグアイ代表のホームスタジアムとなっている。

## 概要
1917年の完成した当初は、アスンシオン近辺の地名だったサホニアの名を冠しエスタディオ・デ・プエルト・サホニアと呼んでいた。デフェンソーレス・デル・チャコと呼ばれるようになったのは、パラグアイとボリビアの間で争われたチャコ戦争で侵攻してくるボリビア軍からグランチャコを守り抜いたパラグアイ軍に敬意を表した事がきっかけである。
このスタジアムは、国立競技場であるために国内リーグ戦では使用されず代表チームの試合、南米クラブによるカップ戦コパ・リベルタドーレス、コパ・スダメリカーナなどの試合で使われる。また、1999年にはパラグアイで行われたコパ・アメリカでも使用された。

## 重要な試合

### コパ・アメリカ1999
- 6月29日：グループA - パラグアイ 0-0 ボリビア
- 6月29日：グループA - ペルー 3-2 日本
- 7月2日：グループA - パラグアイ 4-0 日本
- 7月2日：グループA - ペルー 1-0 ボリビア
- 7月10日：準々決勝 - メキシコ 3-3(PK,4-2) ペルー
- 7月10日：準々決勝 - ウルグアイ 1-1(PK,5-3) パラグアイ
- 7月13日：準決勝 - ウルグアイ 1-1(PK,5-3) チリ
- 7月17日：3位決定戦 - チリ 1-2 メキシコ
- 7月18日：決勝 - ブラジル 3-0 ウルグアイ